# Everardo de Wurtemberg
Everardo, conde de Wurtemberg (Esslingen, 25 de mayo de 1833-Viena, 17 de enero de 1892) fue un noble, militar y artista, nieto por vía morganática del duque Guillermo de Wurtemberg.

## Biografía
Fue uno de los hijos habidos del matrimonio formado por el conde Alejandro de Wurtemberg y la condesa Helena Festetics de Tolna (1812-1866). Por parte paterna su padre era a su vez hijo primogénito del duque Guillermo de Wurtemberg y de su esposa morganática la baronesa Guillermina von Tunderfeldt-Rhodis (1777-1822). Su abuelo paterno era hermano menor del rey Federico I de Wurtemberg. Por parte de su madre, esta era hija del conde Ladislao Festetics de Tolna, importante jurista y cortesano húngaro; y de su esposa la princesa Josefina de Hohenzollern-Hechingen, hija a su vez de Hermann, príncipe reinante de Hohenzollern-Hechingen. Sus padres habían contraído matrimonio en Keszthely, propiedad del padre de Helene, el 3 de julio de 1832.
Everardo tuvo además otros hermanos y hermanas, que habían sido titulados condes de Wurtemberg:
- Guillermina (1834-1910).
- Paulina (1836-1911), se casó en 1857 con el conde Maximiliano Adam von Wuthenau-Hohenthurm, con descendencia.
- Carlos Alejandro de Wurtemberg (1839-1876).

Quedó huérfano de padre en 1844, pasando a vivir en Viena junto con su madre y sus hermanos. Viena era el lugar donde vivía gran parte de la familia de su madre. El año siguiente (28 de diciembre de 1845 en la iglesia de San Miguel de Viena) su madre contraería matrimonio con el barón Francisco Chollet du Bourget, noble saboyano de Chambery, por entonces parte del reino de Cerdeña.

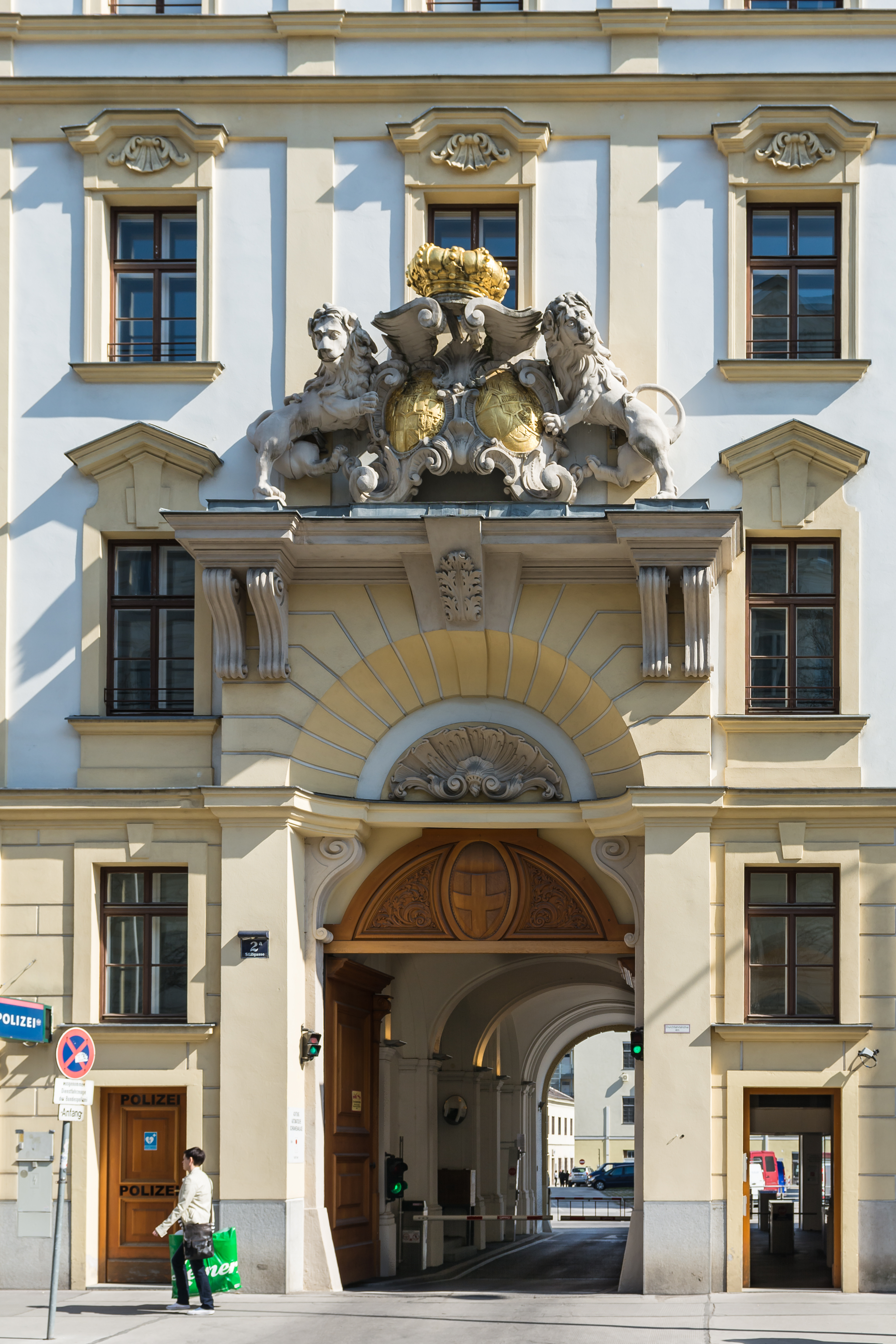
Portal del edificio de la Stiftskaserne, anteriormente sede de la k.k. Ingenieursakademie für Offiziere en 1844 año de ingreso de Everardo en esta academia.

Se decidió por seguir la carrera militar, como era habitual para príncipes y nobles de su época. En 1846 ingresó por decisión propia en la academia de ingenieros del Ejército imperial austríaco en Viena (k. k. Ingenieursakademie für Offiziere). Sirvió en el ejército austríaco hasta 1862, en que pasó al del reino de Wurtemberg donde reinaba Guillermo I, primo de su padre. Fue este monarca quien, en 1855, había nombrado a Everardo mayor de edad.
Dejó el servicio militar en 1863, pasando a residir en diversos lugares (destacando en Stuttgart, París y la Riviera francesa). Debido a las grandes deudas contraídas durante este período, fue encerrado en la fortaleza militar de Ulm por iniciativa de su tío paterno Guillermo, duque de Urach.

Volvería a servir brevemente en el ejército austríaco entre 1866 y 1867. Posteriormente vivió en Viena, en malas condiciones materiales. Sobrevivió económicamente gracias a las aportaciones económicas de sus hermanas y diversos parientes. Fue en este momento donde ejerció sus dotes de composición musical, siendo autor de diversas piezas musicales. De sus composiciones escribió su contemporáneo Constant von Wurzbach que:
gozaron de gran popularidad y los conocedores las elogiaron por su cierta originalidad, hermosas melodías y ritmos frescos.
Hacia mediados de la década de 1880 mantuvo una relación con Rosika Kis de Berzence.
Murió en Viena el 17 de enero de 1896, siendo enterrado en el Cementerio Central de esa ciudad.

## Descendencia
De su relación con Rosika Kis de Berzence, nació el 24 de mayo de 1886 en Viena una hija: Helene Kis de Berzence. Helene sería legitimada por Carlos I de Wurtemberg el 18 de septiembre de 1891. Posteriormente Helene profesaría como monja benedictina en el monasterio de San Gabriel en Praga en 1904.

## Títulos
- Conde de Württemberg, con el tratamiento de Erlaucht (similar a Su Alteza Ilustrísima)